# Słupia (województwo wielkopolskie)
Słupia – wieś w Polsce położona w województwie wielkopolskim, w powiecie poznańskim, w gminie Stęszew, na zachodnim brzegu Jeziora Strykowskiego.

## Historia
W 1140 pierwsza żona Mieszka Starego, Elżbieta, nadała Słupię klasztorowi lubińskiemu. W 1383 biskup chełmski Stefan zawiadomił, że Jakub sprzedał sołectwo w Słupi Piotrowi Czarnemu z Szewiec. Mniej więcej w tym czasie Słupia przeszła w ręce biskupów poznańskich.
W 1575 wieś została nadana przez biskupa Adama Konarskiego jezuitom poznańskim.
Wieś duchowna, własność Klasztoru Jezuitów w Poznaniu pod koniec XVI wieku leżała w powiecie poznańskim województwa poznańskiego.
Po zniesieniu zakonu wieś nabył przed 1781 Michał Małachowski, pułkownik wojsk polskich. Później właścicielami byli Bieliccy i Sulerzyccy.
W XIX w. Słupia była jednym z folwarków należących do Jeziorek. Pod koniec XIX wieku Słupia liczyła 292 mieszkańców w 34 domostwach i 315 ha. Wszyscy mieszkańcy byli wyznania katolickiego. W miejscowości znajdowała się wtedy szkoła parafialna.
W latach 1975–1998 miejscowość położona była w województwie poznańskim.

## Zabytki
Pierwszy kościół w Słupi istniał już w 1298. Istniejący kościół pw. Wszystkich Świętych został wybudowany w poł. XIX wieku i ma m.in. wyposażenie z XVII i XVIII wieku.

## Urodzeni w Słupi
- 1815 – Maksymilian Jackowski – polski działacz społeczny i gospodarczy
- 1897 – Walenty Szała – Powstaniec Wielkopolski, uczestnik wojny polsko-bolszewickiej, żołnierz armii gen. Andersa